# Кузнецов, Сергей Дмитриевич (слесарь)
Серге́й Дми́триевич Кузнецо́в (1 июля 1926, деревня Сорвачёво, Иваново-Вознесенская губерния, СССР — 26 февраля 2001, Нижний Новгород, Нижегородская область, Россия) — слесарь завода № 92 Совета народного хозяйства Горьковского экономического административного района, Герой Социалистического Труда (1960).

## Биография
Родился в русской крестьянской семье. Окончил начальную школу в деревне Лукинской, в 1941 году окончил 7-й класс школы в селе Ячмень и поступил в Горьковский радиотехнический техникум, но из-за начавшейся Великой Отечественной войны техникум был закрыт и использовался как госпиталь. Вернувшись на малую родину, работал молотобойцем в кузнеце вместе с отцом.
В 1943 году призван на флот, окончил артиллерийскую школу, с мая 1943 года был наводчиком орудия на сторожевом корабле «Тайфун» Краснознаменного Балтийского флота, был награждён медалью Ушакова.
Уволившись в запас в 1950 году, переехал в город Горький, трудоустроился на завод № 92 (позднее — Горьковский машиностроительный завод) полировщиком деталей. С 1953 года работал слесарем, после стал бригадиром.
Указом Президиума Верховного Совета СССР от 14 мая 1960 года «за достигнутые производственные успехи при строительстве атомной энергетической установки ледокола „Ленин“» удостоен звания Героя Социалистического Труда с вручением ордена Ленина и золотой медали «Серп и Молот».
В 1966 году параллельно работе окончил машиностроительный техникум и был назначен мастером участка.
С апреля 1976 трудился мастером производственного обучения в среднем профессионально-техническом училище (СИТУ). Вышел на заслуженный отдых в 1990 году.
Жил в Нижнем Новгороде, где умер 26 февраля 2001 года, похоронен на Ново-Сормовском кладбище.
Награждён орденами Ленина (14.5.1960), Отечественной войны 2-й степени (11.03.1985), медалями, в том числе медалью Ушакова (15.7.1945).